# هيونداي ماتركس
هيونداي ماتركس (بالإنجليزية: Hyundai Matrix) هي سيارة متعددة الأغراض من إنتاج شركة هيونداي، وتم تصميمها بالتعاون بين مكتب بينينفارينا الإيطالي ومركز هونداي للأبحاث والتطوير
والسيارة بها 5 مقاعد وهاتشباك، ويوجد بها ثلاثة خيارات للمحركات، منها اثنان بمحرك بنزين بأربع أسطوانات والثالث بمحرك ديزل بثلاث أسطوانات.
المحرك الأول يعمل بالبنزين بسعة 1.6 لتر وأربع أسطوانات بقوة 102 حصانا ويصل بالسيارة إلى سرعة قصوى تبلغ 170 كلم/ساعة ويمكن الوصول إلى سرعة مائة كلم/ساعة في 12.7 ثانية، أما المحرك الثاني الذي يعمل بالبنزين أيضا، فهو بسعة 1.8 لتر وبأربع أسطوانات يمنحه قوة تبلغ 121 حصاناً، وتبلغ السرعة القصوى لهذا المحرك 184 كلم/ساعة ويمكن الوصول إلى سرعة مائة كلم/ساعة في 11.3 ثانية، أما المحرك الثالث فهو يعمل بالديزل ومجهز بشاحن توربيني " توربو"، وتبلغ سعته 1.5 لتر في ثلاث أسطوانات مع تقنية البخ المباشر ليمنح السيارة قوة تبلغ 81 حصاناً، ويصل بالسيارة إلى سرعة قصوى تبلغ 160 كلم/ساعة ويمكن الوصول إلى سرعة مائة كلم/ساعة في 17ثانية 

## معرض صور

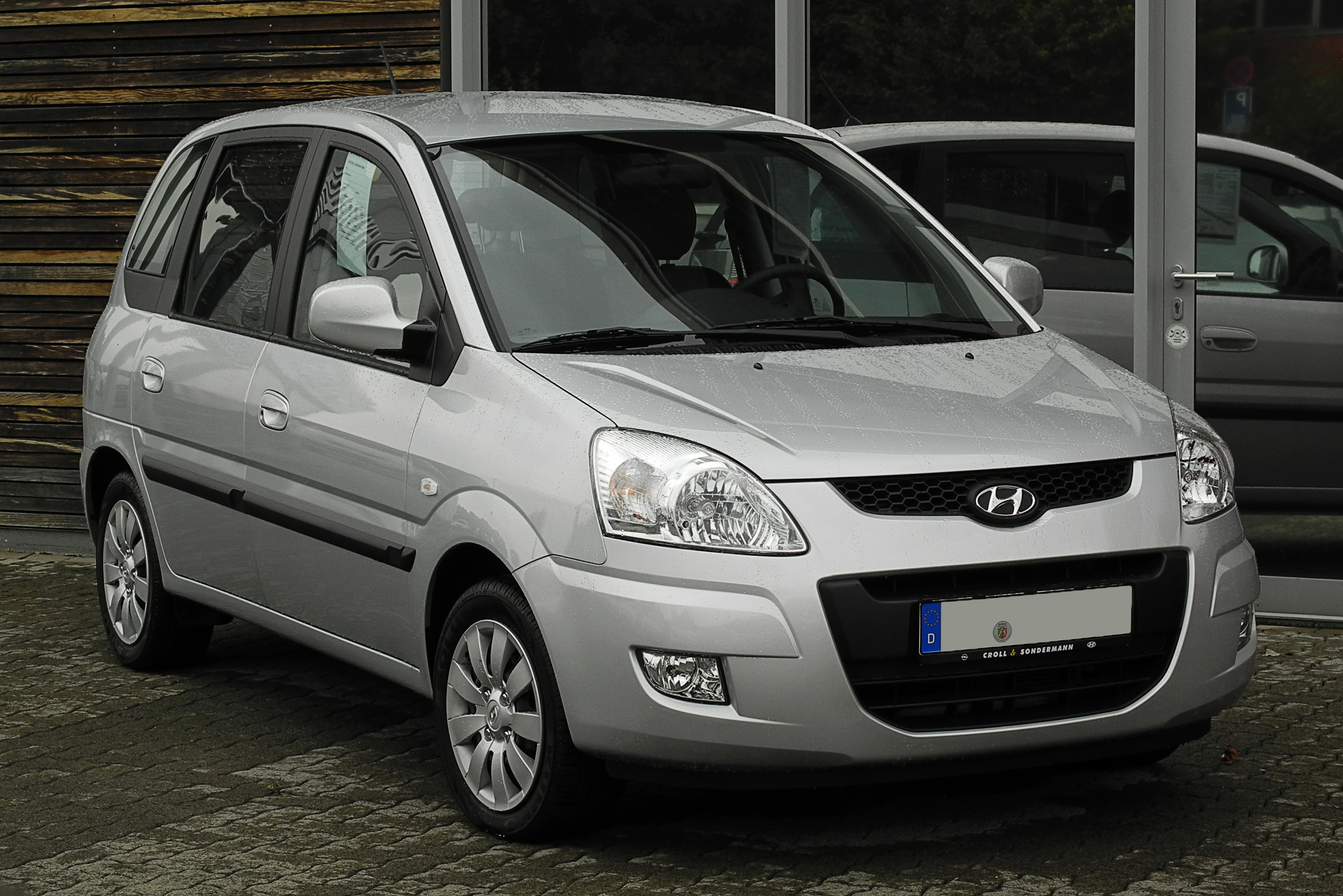
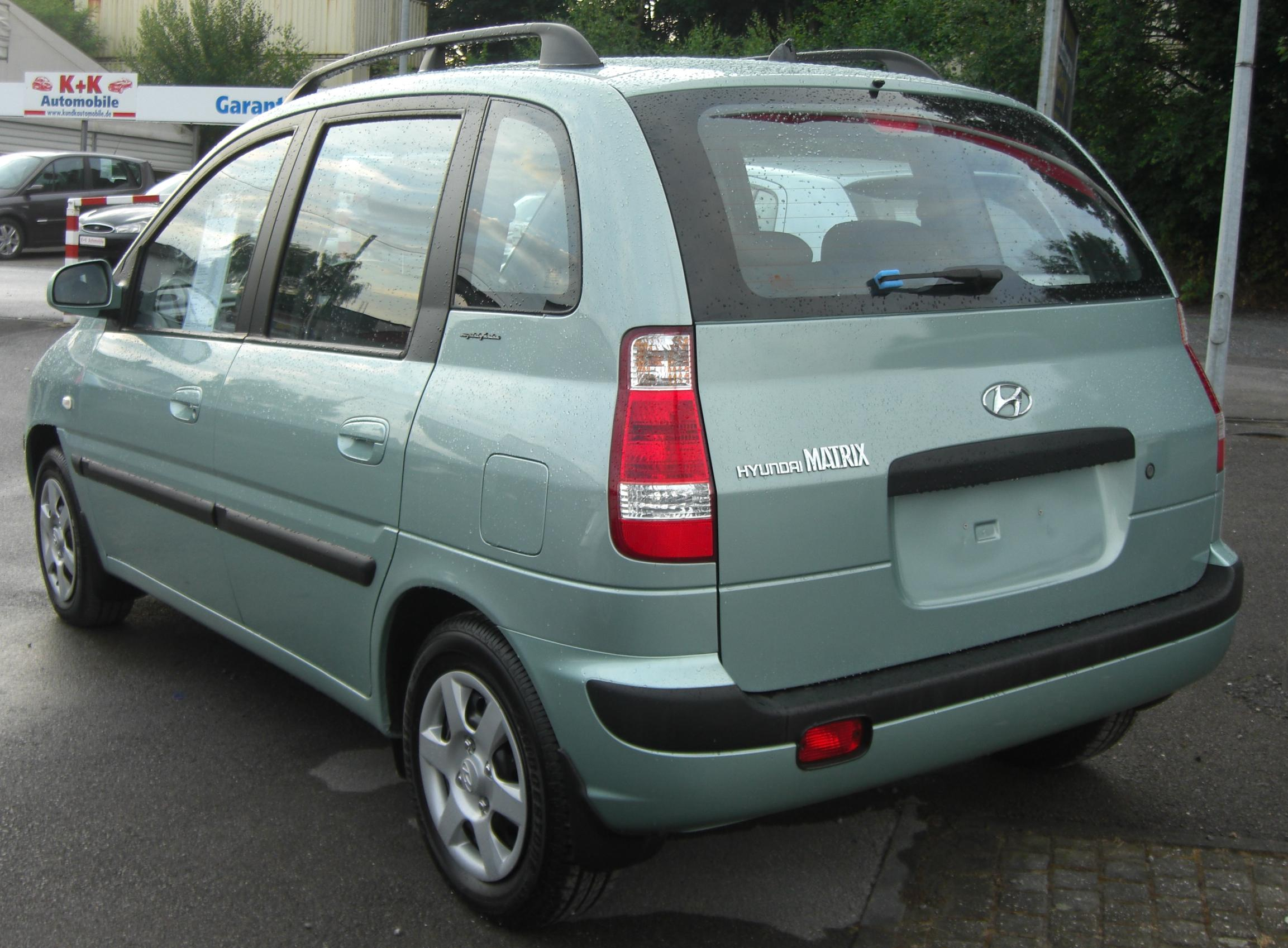
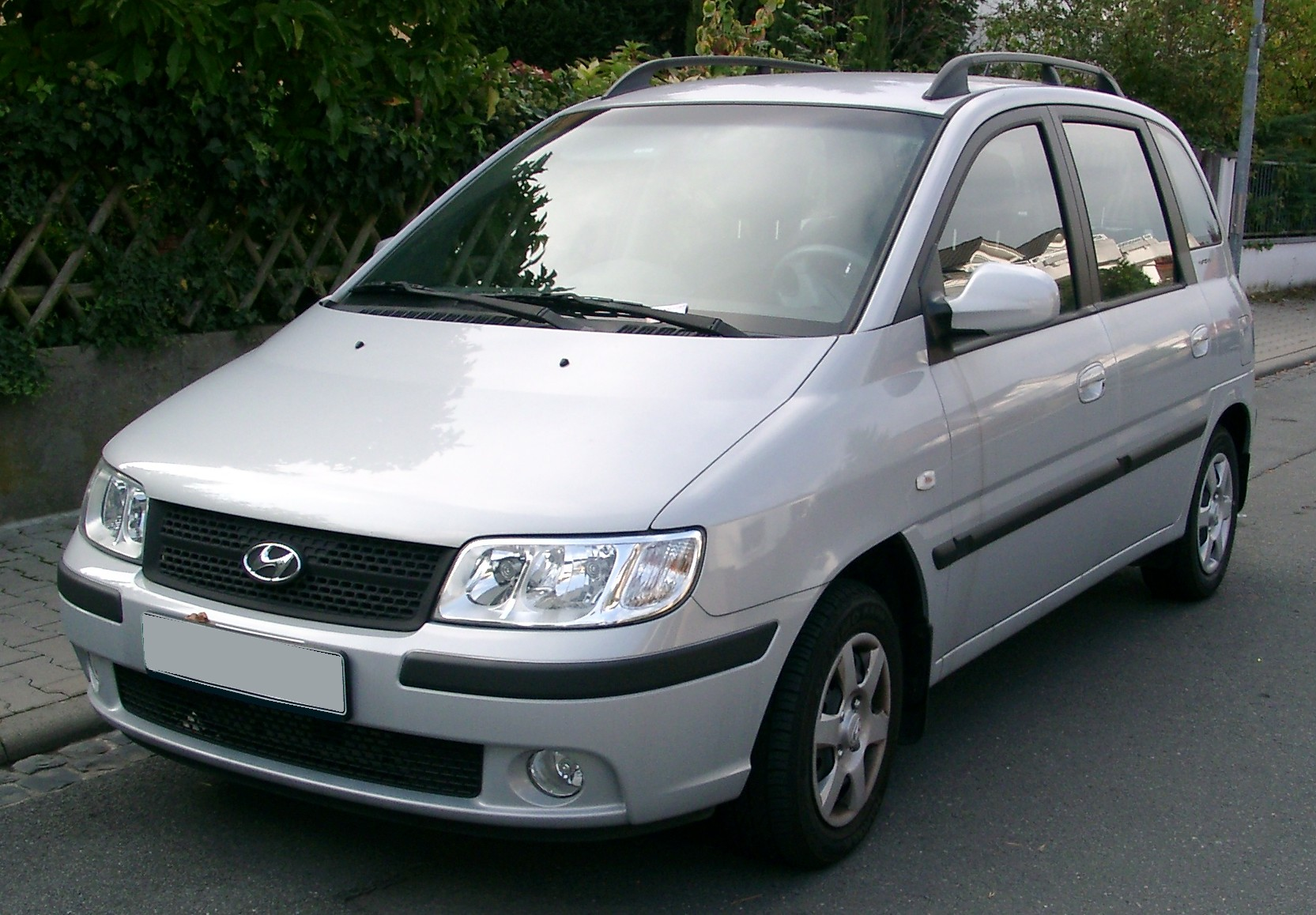
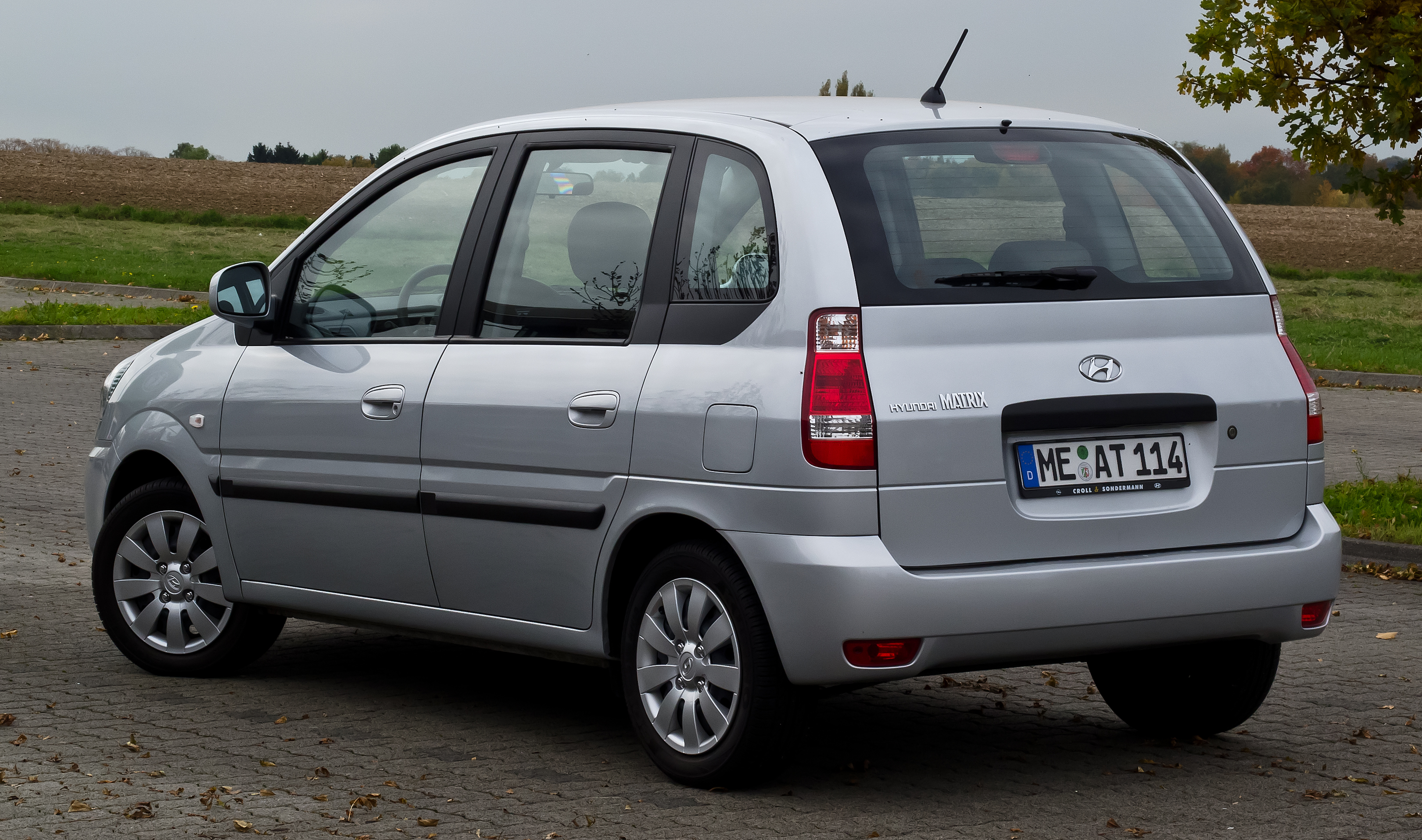